# Fortún Maça

Fortún Maça

Fortún de Lizana (? - ?) va ser un cavaller aragonès, el primer del llinatge aragonès dels Maça.

## Orígens familiars
Desconeguts. Inicià el llinatge dels Maça

## Matrimoni i descendents
Es desconeix el nom de la seva muller. Tingué un fill:
- Blasco Maça I

## Biografia
Segons diu la Crònica de Sant Joan de la Penya, estava desterrat del Regne d'Aragó però retornà de la Gascunya per lluitar al Setge de Washka; sota el seu comandament havia portat 300 peons armats amb maces, els quals tingueren un protagonisme destacat durant la batalla d'Alcoraz; tant és així, que Fortún de Lizana acabà sent anomenat Fortún Maça, en record de les maces de les seves tropes.